# Domenico Basile
Domenico Basile (Napoli, battezzato il 23 settembre 1596 – Napoli, 17 febbraio 1633) è stato uno scrittore e poeta italiana del Seicento, noto per aver pubblicato una versione in napoletano del Pastor fido di Battista Guarini.

## Biografia
Fu battezzato a Napoli il 23 settembre 1596, figlio di Mattia Basile e Cornelia D'Isanto, che ebbero almeno quattro figli.
Basile sposò Eugenia di Bello, lavorò come portiere presso il tribunale della Vicaria di Napoli e abitò nei dintorni della vicina chiesa del Carminiello ai Mannesi, distrutta dai bombardamenti del 1943.
Nel 1628 fu pubblicata a Napoli la sua opera: Il "Pastor fido" in lingua napolitana, che dedicò ai quattro del Molo, fontana situata in un luogo di intenso passaggio dove era leggibile l'identità storica della cultura napoletana, lontano dai castelli e dai palazzi; evidente scelta in favore di un pubblico disponibile ai testi in lingua locale.
Fu sepolto nel 1633 in Santa Maria della Neve.